# Heide Ecker-Rosendahl
Heide Ecker-Rosendahl, eigentlich Heidemarie Ecker-Rosendahl, geb. Rosendahl (* 14. Februar 1947 in Hückeswagen), ist eine ehemalige deutsche Leichtathletin, die für die Bundesrepublik Deutschland startete. Sie war in ihrer aktiven Zeit Weltrekordhalterin im Weitsprung und im Fünfkampf, gewann bei den Olympischen Spielen 1972 in München zwei Goldmedaillen und eine Silbermedaille und war eine der populärsten Sportlerinnen. Ihre leichtathletischen Spezialdisziplinen waren der Weitsprung, der Sprint und der Fünfkampf. 1970 und 1972 wurde sie zur Sportlerin des Jahres gekürt. Nach Beendigung ihrer sportlichen Karriere war sie als Athleten-Beauftragte und von 1997 bis 2001 als Vizepräsidentin des Deutschen Leichtathletik-Verbands tätig.

## Sportliche Karriere
Heide Rosendahl wuchs in Radevormwald auf. Ihr Vater war der Diskuswerfer Heinz Rosendahl. Schon als Kind interessierte sie sich für Sport und sprang bereits als Siebenjährige mit 3,71 Meter inoffiziellen Altersklassenweltrekord. 1963 machte sie sportlich erstmals von sich reden: Damals 16-jährig sprang sie erstaunliche sechs Meter weit und gewann bei den Deutschen Jugendmeisterschaften im Weitsprung und Fünfkampf. 1965 begann sie als 18-Jährige in Köln ein Studium der Sportwissenschaften für das Lehramt. In dieser Zeit wurde sie Mitglied in der Trainingsgruppe von Gerd Osenberg beim TuS 04 Leverkusen. Es war dies der Beginn der später sehr erfolgreichen Frauen-Leichtathletik-Gruppe, der neben Heide Rosendahl namhafte Athletinnen wie Liesel Westermann, Ellen Wellmann-Wessinghage, Ulrike Meyfarth und Heike Henkel entstammten.
Bereits im Folgejahr 1966 zeigte die Zusammenarbeit Früchte: Die vielseitige Heide Rosendahl gewann bei den Europameisterschaften 1966 in Budapest die Silbermedaille im Fünfkampf und wurde durch diesen Erfolg einer breiteren Öffentlichkeit bekannt. Die Olympischen Spiele 1968 in Mexiko-Stadt wurden für Rosendahl zur Enttäuschung. Im Weitsprung erreichte „Miss Leichtathletik“, wie sie von einem Boulevard-Blatt genannt wurde, nur den achten Platz. Eine Muskelverletzung verhinderte zudem den Start im Fünfkampf, bei dem sie als Weltjahresbeste und somit Favoritin angetreten wäre – u. a. hatte sie in der Saison zuvor Ingrid Becker, die 1968 Olympiasiegerin wurde, deutlich besiegt.
Im Jahr 1969 erzielte Heide Rosendahl mit 5155 Punkten einen neuen Weltrekord im Fünfkampf. Ihr internationaler Durchbruch und Aufstieg in die absolute Weltklasse erfolgte dann ein Jahr später. Im Rahmen der Universiade, der Weltmeisterschaft der Studentinnen und Studenten, siegte sie 1970 im Weitsprung mit der Weltrekordweite von 6,84 m. Außerdem gewann sie diese Disziplin in diesem Jahr auch beim Europacup in Edinburgh mit 6,80 m. Im Folgejahr 1971 gewann Heide Rosendahl bei den Europameisterschaften in Helsinki im Fünfkampf Gold sowie Bronze im Weitsprung.
Den sportlichen Höhepunkt ihrer außergewöhnlichen Karriere, die Heide Rosendahl zur damals beliebtesten Leichtathletin Westdeutschlands machte, erlebte sie bei den Olympischen Spielen 1972 in München: Heide Rosendahl siegte im Weitsprung mit 6,78 m im ersten Versuch und errang während der Spiele in München am sechsten Wettkampftag die erste Goldmedaille für die Leichtathletikmannschaft der Bundesrepublik Deutschland. Sie verwies ihre stärkste Konkurrentin, die Bulgarin Diana Jorgowa, um einen Zentimeter auf Platz zwei. Zwei Tage später gewann sie dann die Silbermedaille im Fünfkampf, in dem sie der Britin Mary Peters um zehn Punkte unterlag. Weitere acht Tage später avancierte Heide Rosendahl endgültig zum „Gesicht der Spiele“ von München: Als Schlussläuferin der 4-mal-100-Meter-Staffel gelang es ihr, den minimalen Vorsprung des westdeutschen Quartetts gegen die favorisierte Staffel aus der DDR zu verteidigen. Diese hatte im Vorlauf einen neuen Europarekord aufgestellt. Gegnerin als Schlussläuferin Heide Rosendahls auf ostdeutscher Seite war die damalige Weltrekordhalterin und frischgekrönte Olympiasiegerin im 100-Meter-Lauf, Renate Stecher. Zusammen mit Christiane Krause, Ingrid Mickler und Annegret Richter ersprintete Heide Rosendahl mit 42,81 Sekunden einen neuen Weltrekord.
Optisch prägnant und persönliches Markenzeichen ihrer Starts bei sportlichen Wettkämpfen war, dass Heide Rosendahl mit Nickelbrille und rot-weiß gestreiften Ringelsocken antrat.

## Persönliches

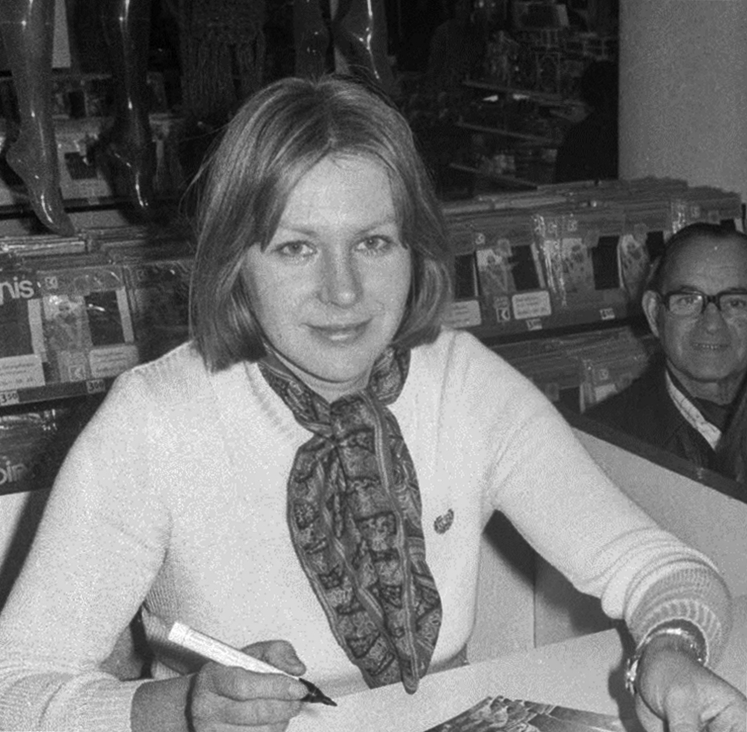
Heide Ecker-Rosendahl (1975)

Heide Rosendahl beendete ihre Karriere im Jahr 1973 mangels Motivation. Seit 1974 ist sie mit John Ecker, einem US-Amerikaner und ehemaligen Basketballspieler vom TuS 04 Leverkusen, verheiratet. Sohn David Ecker kam 1975 in den USA zur Welt; ihr Sohn Danny Ecker, 1977 in Leverkusen geboren, war in seiner aktiven Zeit einer der besten deutschen Stabhochspringer.
Heide Ecker-Rosendahl ist ausgebildete Diplom-Sportlehrerin. 1969 erhielt sie ihr Diplom an der Deutsche Sporthochschule Köln. Sie lebt heute in Leverkusen, war bis 2011 Geschäftsführerin eines Unternehmens für Ernährungswissenschaften und betrieb mehrere Sportstudios.

## Ehrenämter
Von 1976 bis 1990 war sie Trainerin in der Leichtathletikabteilung des TSV Bayer 04 Leverkusen. Die Doppelolympiasiegerin entzündete zudem 1989 in Duisburg die Universiade-Flamme. Von 1993 bis 2001 gehörte sie dem Präsidium des Deutschen Leichtathletik-Verbandes an, davon vier Jahre als Vizepräsidentin (1997 bis 2001), und war dessen Athletenbeauftragte. Seit 2002 ist sie stellvertretende Vorsitzende der Leichtathletikabteilung des TSV Bayer 04 Leverkusen. Sie ist außerdem stellvertretende Vorsitzende der nordrhein-westfälischen Stiftung zur Nachwuchsförderung im Leistungssport (Sportstiftung NRW) in Köln.

## Auszeichnungen und Ehrungen
1970 wurde Heide Rosendahl das Goldene Band der Sportpresse verliehen. Für ihre sportlichen Leistungen wurde sie 1970 und 1972 von den deutschen Sportjournalistinnen und -journalisten zur Sportlerin des Jahres gewählt. Ebenfalls 1972 erhielt sie den Goldenen Bravo Otto, einen Medienpreis der Jugendzeitschrift Bravo. 1973 wurde ihr vom Deutschen Leichtathletik-Verband (DLV) der Rudolf-Harbig-Preis verliehen. Das Land Nordrhein-Westfalen zeichnete sie 1989 mit dem Verdienstorden des Landes aus. 2004 erhielt sie den Ehrenring der Stadt Leverkusen, 2008 wurde sie mit dem Bundesverdienstkreuz Erster Klasse ausgezeichnet. 2011 wurde sie mit der Goldenen Sportpyramide geehrt. Außerdem ist sie Trägerin des Silbernen Lorbeerblattes, der höchsten sportlichen Auszeichnung der Bundesrepublik Deutschland.
Im Jahr 2011 erfolgte die Aufnahme in die Hall of Fame des deutschen Sports.

## Bestleistungen
- Weitsprung: 6,84 m
- 100-Meter-Lauf: 11,35 s
- 200-Meter-Lauf: 22,96 s
- 100-Meter-Hürdenlauf: 13,15 s
- Fünfkampf: 4791 Punkte/5155 Punkte (*) Ihr 1969 aufgestellter Weltrekord von 5155 Punkten lässt sich wegen nachfolgender Regeländerungen mit späteren Ergebnissen nicht mehr vergleichen.

## Erfolge

### Deutsche Meisterschaften
- 100 m
  - 1970: Dritte hinter Ingrid Mickler und Elfgard Schittenhelm
  - 1971: Dritte hinter Elfgard Schittenhelm und Ingrid Mickler
  - 1972: Vizemeisterin hinter Elfgard Schittenhelm
- 60 m (Halle):
  - 1971 Vizemeisterin hinter Annegret Irrgang
- 100 m Hürden
  - 1967: Vizemeisterin hinter Inge Schell
  - 1969: Meisterin vor Margit Bach
  - 1970: Vizemeisterin hinter Margit Bach
  - 1971: Vizemeisterin hinter Margit Bach
- 60 m Hürden (Halle)
  - 1967: Vizemeisterin hinter Inge Schell
  - 1969: Vizemeisterin hinter Inge Schell
  - 1971: Meisterin vor Margit Bach
- Weitsprung
  - 1966: Dritte hinter Helga Hoffmann und Dorothee Sander
  - 1967: Vizemeisterin hinter Ingrid Becker
  - 1968: Meisterin (6,62 m) vor Manon Bornholdt
  - 1969: Meisterin (6,48 m) vor Ingrid Becker
  - 1970: Meisterin (6,72 m) vor Ingrid Mickler
  - 1971: Meisterin (6,69 m) vor Ingrid Mickler
  - 1972: Meisterin (6,72 m) vor Heidi Schüller
  - 1973: Vizemeisterin hinter Edda Trocha
- Weitsprung (Halle)
  - 1966 Meisterin vor Dorothee Sander
  - 1967 Meisterin vor Ursula Künzel
  - 1968 Meisterin vor Ursula Künzel
  - 1969 Meisterin vor Heidi Schüller
  - 1970 Meisterin vor Brigitte Krämer
  - 1971 Meisterin vor Heidi Schüller
  - 1972 Meisterin vor Brigitte Roesen(-Krämer)
- Fünfkampf
  - 1965: Vizemeisterin hinter Renate Balck
  - 1966: Meisterin vor Erika Müller
  - 1967: Vizemeisterin hinter Ingrid Becker
  - 1968: Meisterin vor Ingrid Becker
  - 1970: Meisterin vor Ingrid Mickler
  - 1971: Meisterin vor Karen Mack
  - 1972: Meisterin vor Karen Mack
- 4 × 100 m
  - 1969, 1970, 1971 und 1972: Meisterin mit dem TuS 04 Leverkusen (Heide Rosendahl immer als Schlussläuferin)
- 4 × 1 Runde (Halle)
  - 1969, 1970, 1971 und 1972: Meisterin mit dem TuS 04 Leverkusen (Heide Rosendahl immer als Schlussläuferin)

Hinzu kommen insgesamt sieben Jugendmeisterschaften im Weitsprung, im Fünfkampf (jeweils 1963, 1964 und 1965) sowie über 80 Meter Hürden (1965).

### Europameisterschaften
- 1966 in Budapest:
  - Fünfkampf: Silber mit 4785 Punkten hinter Valentina Tichomirowa (Gold mit 4787 Punkten)
- 1971 in Helsinki:
  - Fünfkampf: Gold mit 5299 Punkten vor Burglinde Pollak (Silber mit 5275 Punkten)
  - Weitsprung: Bronze mit 6,66 m hinter Ingrid Mickler (Gold mit 6,76 m) und Meta Antenen (Silber mit 6,73 m)

### Halleneuropameisterschaften
(jeweils Weitsprung)
- 1966 in Dortmund: Bronze mit 6,49 m hinter Tatjana Schtschelkanowa (Gold mit 6,73 m) und Mary Rand (Silber mit 6,53 m)
- 1967 in Prag: Silber mit 6,41 m hinter Berit Berthelsen (Gold mit 6,51 m) und vor Viorica Viscopoleanu (Bronze mit 6,40 m)
- 1970 in Wien: Silber mit 6,55 m hinter Viorica Viscopoleanu (Gold mit 6,56 m) und vor Mirosława Sarna (Bronze mit 6,54 m)
- 1971 in Sofia: Gold mit 6,64 m vor Irena Szewinska (Silber mit 6,56 m) und Viorica Viscopoleanu (Bronze mit 6,53 m)

### Europacup
- Semifinale 1970 in Berlin
  - Weitsprung: Siegerin mit 6,27 m
  - 100 m Hürden: Siegerin in 13,8 s
- Finale 1970 in Budapest
  - Weitsprung: Siegerin mit 6,80 m vor Ann Wilson (Zweite mit 6,57 m) und Margrit Herbst (Dritte mit 6,44 m)

### Sommer-Universiade
- 1970 in Turin
  - Weitsprung: Gold mit 6,84 m (Weltrekord) vor Elena Vintilă (Silber mit 6,35 m) und Hiroko Yamashita (Bronze mit 6,17 m)

### Olympische Spiele
- 1968 in Mexiko-Stadt:
  - Weitsprung: Achte mit 6,40 m (für eine Medaille hätte sie 6,67 m springen müssen; es siegte Viorica Viscopoleanu mit 6,82 m)
  - Fünfkampf: verletzt, nicht angetreten
- 1972 in München:
  - Weitsprung: Gold mit 6,78 m vor Diana Jorgowa (Silber mit 6,77 m) und Eva Šuranová (Bronze mit 6,67 m). Heide Rosendahls Überlegenheit war größer, als es der eine Zentimeter vermuten lässt. Sie hatte insgesamt vier Sprünge über 6,70 m, die Bulgarin dagegen nur einen einzigen.
  - 4 × 100 m: Gold in 42,81 s (Weltrekord) vor der DDR (Silber in 42,95 s) und Kuba (Bronze in 43,36 s).
  - Fünfkampf: Silber mit 4791 Punkten hinter Mary Peters (Gold mit 4801 Punkten) und vor Burglinde Pollak (Bronze mit 4768 Punkten). Folgende Tabelle zeigt die Leistungen und Platzierungen Heide Rosendahls im Vergleich zu den Ergebnissen der Siegerin Mary Peters:

| Disziplin | 100 m Hürden | Kugel      | Hoch       | Weit       | 200 m      |
| Rosendahl | 13,34 (3.)   | 13,86 (9.) | 1,65 (14.) | 6,83 (1.)  | 22,96 (1.) |
| Peters    | 13,29 (2.)   | 16,20 (1.) | 1,82 (1.)  | 5,98 (17.) | 24,08 (6.) |

Beide Athletinnen hatten einen Aussetzer: Heide Rosendahl im Hochsprung, Mary Peters im Weitsprung. Somit gab letztlich die Unterlegenheit Rosendahls im Kugelstoßen den Ausschlag.